# Championnat du monde d'endurance FIA 2024
Navigation
Édition précédente Édition suivante
Le Championnat du Monde d'Endurance FIA 2024 est la douzième édition du championnat du monde d'endurance FIA, une compétition automobile coorganisée par la Fédération internationale de l'automobile (FIA) et l'Automobile Club de l'Ouest (ACO).

## Repères de début de saison
Cette saison marque le remplacement des voitures de réglementation GTE (Ferrari 488 GTE, Porsche 911 RSR, Ford GT...) par des voitures de réglementation GT3 (Ferrari 296 GT3, Porsche 911 GT3 R, Lamborghini Huracán GT3...). Le manufacturier de pneumatiques change en catégorie GT, passant de Michelin, qui était le manufacturier officiel depuis le début du championnat en 2012, à Goodyear. L'arrivée d'Alpine, Lamborghini et BMW dans la catégorie Hypercar est aussi annoncée. Cette 12eme saison du WEC est aussi marquée par l'absence de la catégorie LMP2 pour la première fois depuis la création du championnat. Il y a donc seulement 2 catégories.

## Calendrier
Le 11 décembre 2022, l'ACO et la FIA annoncent que le championnat 2024 débutera au Qatar, sur le Circuit international de Losail, au détriment de Sebring, où se tenait la course les années précédentes. Lors de cette annonce, il est également précisé qu'un contrat d'une durée minimum de six ans a été mis en place entre le Circuit international de Losail et le Championnat du monde d'endurance FIA et que le championnat 2024 comportera huit manches. Cette décision a été jugée surprenante par beaucoup car le Championnat du monde d'endurance FIA ne fait plus étape dans des pays tels que la Grande-Bretagne, l'Allemagne, etc. où se sont déroulées des manches historiques, et les manches se déroulant au Moyen-Orient ont un très faible succès populaire par rapport aux autres manches du calendrier. Selon certaines sources, le Qatar a été retenu principalement pour des raisons économiques car celui-ci paye pour faire venir le Championnat du monde d'endurance FIA, contrairement à d'autres destinations,. Cette explication a été jugée assez maladroite car au même moment se déroulait au Qatar la Coupe du monde de football 2022, pour laquelle l'attribution au Qatar est contestée en raison de soupçons de corruption à la FIFA. Malgré cela, Pierre Fillon, président de l'ACO, confirme que la manche de Sebring est toujours prévue pour 2024 et qu'il sera nécessaire d'avoir un délai de trois semaines entre les deux événements, afin de transporter les voitures d'un circuit à l'autre. Quelques semaines plus tard, le 23 janvier 2023, Pierre Fillon revient sur ses déclarations et indique que le concept de « Super Sebring » doit être repensé car il est impossible de maintenir l'organisation de deux courses successives, l'une le vendredi (1000 miles de Sebring) et l'autre le samedi (12 heures de Sebring).
| N° | Date                  | Course                        | Circuit                         | Lieu          | Pays       |
| -- | --------------------- | ----------------------------- | ------------------------------- | ------------- | ---------- |
| -  | 26 et 27 février 2024 | Prologue                      | Circuit international de Losail | Losail        | Qatar      |
| 1  | 2 mars 2024           | 1812 km du Qatar              | Circuit international de Losail | Losail        | Qatar      |
| 2  | 21 avril 2024         | 6 Heures d'Imola              | Autodromo Enzo e Dino Ferrari   | Imola         | Italie     |
| 3  | 11 mai 2024           | 6 Heures de Spa-Francorchamps | Circuit de Spa-Francorchamps    | Francorchamps | Belgique   |
| 4  | 15 et 16 juin 2024    | 24 Heures du Mans             | Circuit des 24 Heures           | Le Mans       | France     |
| 5  | 14 juillet 2024       | 6 Heures de São Paulo         | Autodromo José Carlos Pace      | São Paulo     | Brésil     |
| 6  | 1er septembre 2024    | Lone Star Le Mans             | Circuit des Amériques           | Austin        | États-Unis |
| 7  | 15 septembre 2024     | 6 Heures de Fuji              | Fuji Speedway                   | Oyama         | Japon      |
| 8  | 2 novembre 2024       | 8 Heures de Bahreïn           | Circuit international de Sakhir | Sakhir        | Bahreïn    |

## Engagés
La liste des engagés du Championnat du monde d'endurance FIA 2024 est dévoilée par l'ACO le 27 novembre 2023. Dans la catégorie Hypercar, par rapport à la saison précédente, il faut noter l'arrivée d'une troisième Ferrari 499P engagée sous la bannière AF Corse, d'une seconde Porsche 963 engagée sous la bannière Hertz Team Jota, des BMW M Hybrid V8 et des Alpine A424, et l'absence de la Glickenhaus 007 LMH à la suite de l'arrêt du programme sportif. La Vanwall Vandervell 680 n'apparait pas sur la liste des engagés malgré une demande d'inscription. Pour la première saison des LMGT3 dans le championnat du monde d'endurance, il est à noter la présence de neuf constructeurs différents. Audi et Mercedes n'ont pas été retenus en raison de la limitation du nombre de voitures pouvant participer aux différentes manches du championnat.
| N°                     | Écurie                    | Voiture                       | Sous-catégorie         | Pneus                  | Pilote 1               | Pilote 2               | Pilote 3               |
| Hypercar (19 voitures) | Hypercar (19 voitures)    | Hypercar (19 voitures)        | Hypercar (19 voitures) | Hypercar (19 voitures) | Hypercar (19 voitures) | Hypercar (19 voitures) | Hypercar (19 voitures) |
| ---------------------- | ------------------------- | ----------------------------- | ---------------------- | ---------------------- | ---------------------- | ---------------------- | ---------------------- |
| 2                      | Cadillac Racing           | Cadillac V-Series.R           | LMDh                   | M                      | Earl Bamber,           | Alex Lynn,             | Sébastien Bourdais     |
| 5                      | Porsche Penske Motorsport | Porsche 963                   | LMDh                   | M                      | Matt Campbell,         | Michael Christensen,   | Frédéric Makowiecki,   |
| 6                      | Porsche Penske Motorsport | Porsche 963                   | LMDh                   | M                      | Kévin Estre,           | André Lotterer,        | Laurens Vanthoor,      |
| 7                      | Toyota Gazoo Racing       | Toyota GR010 Hybrid           | LMH                    | M                      | Mike Conway,           | Kamui Kobayashi,       | Nyck de Vries,         |
| 8                      | Toyota Gazoo Racing       | Toyota GR010 Hybrid           | LMH                    | M                      | Sébastien Buemi,       | Brendon Hartley,       | Ryō Hirakawa,          |
| 11                     | Isotta Fraschini,         | Isotta Fraschini Tipo 6 LMH-C | LMH                    | M                      | Jean-Karl Vernay,      | Antonio Serravalle     | Carl Bennett           |
| 12                     | Hertz Team Jota           | Porsche 963                   | LMDh                   | M                      | Will Stevens,          | Callum Ilott           | Norman Nato            |
| 15                     | BMW M Team WRT,           | BMW M Hybrid V8               | LMDh                   | M                      | Dries Vanthoor,        | Raffaele Marciello     | Marco Wittmann         |
| 20                     | BMW M Team WRT,           | BMW M Hybrid V8               | LMDh                   | M                      | Sheldon van der Linde, | René Rast              | Robin Frijns           |
| 35                     | Alpine Endurance Team     | Alpine A424                   | LMDh                   | M                      | Paul-Loup Chatin       | Ferdinand Habsburg     | Charles Milesi         |
| 36                     | Alpine Endurance Team     | Alpine A424                   | LMDh                   | M                      | Nicolas Lapierre,      | Matthieu Vaxiviere,    | Mick Schumacher        |
| 38                     | Hertz Team Jota           | Porsche 963                   | LMDh                   | M                      | Oliver Rasmussen,      | Phil Hanson            | Jenson Button,         |
| 50                     | Ferrari AF Corse          | Ferrari 499P                  | LMH                    | M                      | Antonio Fuoco,         | Miguel Molina          | Nicklas Nielsen        |
| 51                     | Ferrari AF Corse          | Ferrari 499P                  | LMH                    | M                      | Alessandro Pier Guidi, | Antonio Giovinazzi     | James Calado           |
| 63                     | Lamborghini Iron Lynx,    | Lamborghini SC63              | LMDh                   | M                      | Mirko Bortolotti,      | Daniil Kvyat,          | Edoardo Mortara        |
| 83                     | AF Corse                  | Ferrari 499P                  | LMH                    | M                      | Robert Kubica,         | Ye Yifei               | Robert Shwartzman      |
| 93                     | Peugeot TotalEnergies     | Peugeot 9X8                   | LMH                    | M                      | Mikkel Jensen          | Nico Müller            | Jean-Éric Vergne       |
| 94                     | Peugeot TotalEnergies     | Peugeot 9X8                   | LMH                    | M                      | Paul di Resta,         | Loïc Duval,            | Stoffel Vandoorne,     |
| 99                     | Proton Competition        | Porsche 963                   | LMDh                   | M                      | Harry Tincknell,       | Neel Jani              | Julien Andlauer        |
| LMGT3 (18 voitures)    |                           |                               |                        |                        |                        |                        |                        |
| 27                     | Heart of Racing Team      | Aston Martin Vantage AMR GT3  | LMGT3                  | G                      | Ian James,             | Daniel Mancinelli      | Alex Riberas           |
| 31                     | Team WRT                  | BMW M4 GT3                    | LMGT3                  | G                      | Augusto Farfus,        | Sean Gelael            | Darren Leung (nl)      |
| 46                     | Team WRT                  | BMW M4 GT3                    | LMGT3                  | G                      | Ahmad Al Harthy        | Maxime Martin          | Valentino Rossi,       |
| 54                     | Vista AF Corse            | Ferrari 296 GT3               | LMGT3                  | G                      | Thomas Flohr,          | Francesco Castellacci, | Davide Rigon,          |
| 55                     | Vista AF Corse            | Ferrari 296 GT3               | LMGT3                  | G                      | Alessio Rovera,        | François Hériau,       | Simon Mann,            |
| 59                     | United Autosports,        | McLaren 720S GT3              | LMGT3                  | G                      | Nicolas Costa          | James Cottingham       | Grégoire Saucy,        |
| 60                     | Iron Lynx                 | Lamborghini Huracán GT3 EVO2  | LMGT3                  | G                      | Claudio Schiavoni,     | Franck Perera          | Matteo Cressoni        |
| 77                     | Proton Competition,       | Ford Mustang GT3              | LMGT3                  | G                      | Benjamin Barker        | Ryan Hardwick          | Zacharie Robichon      |
| 78                     | Akkodis ASP Team,         | Lexus RC F GT3                | LMGT3                  | G                      | Kelvin van der Linde,  | Timur Boguslavskiy,    | Arnold Robin           |
| 81                     | TF Sport                  | Chevrolet Corvette Z06 GT3.R  | LMGT3                  | G                      | Charlie Eastwood,      | Rui Andrade            | Tom van Rompuy (de)    |
| 82                     | TF Sport                  | Chevrolet Corvette Z06 GT3.R  | LMGT3                  | G                      | Daniel Juncadella,     | Hiroshi Koizumi        | Sébastien Baud         |
| 85                     | Iron Dames                | Lamborghini Huracán GT3 EVO2  | LMGT3                  | G                      | Michelle Gatting,      | Doriane Pin            | Sarah Bovy             |
| 87                     | Akkodis ASP Team,         | Lexus RC F GT3                | LMGT3                  | G                      | José María López,      | Takeshi Kimura         | Esteban Masson         |
| 88                     | Proton Competition,       | Ford Mustang GT3              | LMGT3                  | G                      | Giorgio Roda           | Mikkel O. Pedersen     | Dennis Olsen           |
| 91                     | Manthey EMA,              | Porsche 911 GT3 R             | LMGT3                  | G                      | Richard Lietz,         | Morris Schuring        | Yasser Shahin (en)     |
| 92                     | Manthey PureRxcing,       | Porsche 911 GT3 R             | LMGT3                  | G                      | Alex Malykhin (en),    | Joel Sturm (nl),       | Klaus Bachler,         |
| 95                     | United Autosports,        | McLaren 720S GT3              | LMGT3                  | G                      | Nico Pino              | Marino Sato,           | Josh Caygill           |
| 777                    | D'Station Racing          | Aston Martin Vantage AMR GT3  | LMGT3                  | G                      | Marco Sørensen,        | Clément Mateu          | Erwan Bastard          |
| Sources ː              |                           |                               |                        |                        |                        |                        |                        |

## Résultats

### Équipes et pilotes
Le tableau suivant répertorie les équipages du championnat du monde les mieux classés pour chaque course. Il est possible que des pilotes non inscrits au championnat aient fini mieux classés.
Les vainqueurs du classement général de chaque manche sont inscrits en caractères gras.
| N° | Course                        | Équipe victorieuse Hypercar                  | Équipe victorieuse LMGT3                              | Résultats |
| N° | Course                        | Pilotes victorieux Hypercar                  | Pilotes victorieux LMGT3                              | Résultats |
| -- | ----------------------------- | -------------------------------------------- | ----------------------------------------------------- | --------- |
| 1  | 1 812 kilomètres du Qatar     | Porsche Penske Motorsport #6                 | Manthey PureRxcing #92                                | résultats |
| 1  | 1 812 kilomètres du Qatar     | Kévin Estre André Lotterer Laurens Vanthoor  | Klaus Bachler Alex Malykhin (en) Joel Sturm (nl)      | résultats |
| 2  | 6 Heures d'Imola              | Toyota Gazoo Racing #7                       | Team WRT #31                                          | résultats |
| 2  | 6 Heures d'Imola              | Mike Conway Kamui Kobayashi Nyck de Vries    | Augusto Farfus Sean Gelael Darren Leung (nl)          | résultats |
| 3  | 6 Heures de Spa-Francorchamps | Hertz Team Jota #12                          | Manthey EMA #91                                       | résultats |
| 3  | 6 Heures de Spa-Francorchamps | Will Stevens Callum Ilott                    | Richard Lietz Morris Schuring (nl) Yasser Shahin (en) | résultats |
| 4  | 24 Heures du Mans             | Ferrari AF Corse #50                         | Manthey EMA #91                                       | résultats |
| 4  | 24 Heures du Mans             | Antonio Fuoco Miguel Molina Nicklas Nielsen  | Richard Lietz Morris Schuring (nl) Yasser Shahin (en) | résultats |
| 5  | 6 Heures de São Paulo         | Toyota Gazoo Racing #8                       | Manthey PureRxcing #92                                | résultats |
| 5  | 6 Heures de São Paulo         | Sébastien Buemi Brendon Hartley Ryō Hirakawa | Klaus Bachler Alex Malykhin (en) Joel Sturm (nl)      | résultats |
| 6  | Lone Star Le Mans             | AF Corse #83                                 | Heart of Racing Team #27                              | résultats |
| 6  | Lone Star Le Mans             | Robert Kubica Robert Shwartzman Yifei Ye     | Ian James Daniel Mancinelli Alex Riberas              | résultats |
| 7  | 6 Heures de Fuji              | Porsche Penske Motorsport #6                 | Vista AF Corse #54                                    | résultats |
| 7  | 6 Heures de Fuji              | Kévin Estre André Lotterer Laurens Vanthoor  | Davide Rigon Francesco Castellacci Thomas Flohr       | résultats |
| 8  | 8 Heures de Bahreïn           | Toyota Gazoo Racing #8                       | Vista AF Corse #55                                    | résultats |
| 8  | 8 Heures de Bahreïn           | Sébastien Buemi Brendon Hartley Ryō Hirakawa | François Hériau Simon Mann Alessio Rovera             | résultats |

### Constructeurs
| N° | Course                        | Constructeur victorieux Hypercar | Constructeur victorieux LMGT3 | Résultats |
| -- | ----------------------------- | -------------------------------- | ----------------------------- | --------- |
| 1  | 1 812 kilomètres du Qatar     | Porsche                          | Porsche                       | résultats |
| 2  | 6 Heures d'Imola              | Toyota                           | BMW                           | résultats |
| 3  | 6 Heures de Spa-Francorchamps | Porsche                          | Porsche                       | résultats |
| 4  | 24 Heures du Mans             | Ferrari                          | Porsche                       | résultats |
| 5  | 6 Heures de São Paulo         | Toyota                           | Porsche                       | résultats |
| 6  | Lone Star Le Mans             | Ferrari                          | Aston Martin                  | résultats |
| 7  | 6 Heures de Fuji              | Porsche                          | Ferrari                       | résultats |
| 8  | 8 Heures de Bahreïn           | Toyota                           | Ferrari                       | résultats |

## Classements

### Attributions des  points
| Système des points | Système des points | Système des points | Système des points | Système des points | Système des points | Système des points | Système des points | Système des points | Système des points | Système des points | Système des points |
| Position           | 1er                | 2e                 | 3e                 | 4e                 | 5e                 | 6e                 | 7e                 | 8e                 | 9e                 | 10e                | PP                 |
| ------------------ | ------------------ | ------------------ | ------------------ | ------------------ | ------------------ | ------------------ | ------------------ | ------------------ | ------------------ | ------------------ | ------------------ |
| 6 heures           | 25                 | 18                 | 15                 | 12                 | 10                 | 8                  | 6                  | 4                  | 2                  | 1                  | + 1                |
| 8 heures           | 38                 | 27                 | 23                 | 18                 | 15                 | 12                 | 9                  | 6                  | 3                  | 2                  | + 1                |
| 24 heures          | 50                 | 36                 | 30                 | 24                 | 20                 | 16                 | 12                 | 8                  | 4                  | 2                  | + 1                |

### Championnat du monde d'endurance

#### Championnat du monde d'endurance des pilotes Hypercar
| Pos. | Pilote                | Écurie                    | QAT  | ITA  | SPA  | LMS  | SÃO  | COA   | FUJ   | BHR   | Points |
| ---- | --------------------- | ------------------------- | ---- | ---- | ---- | ---- | ---- | ----- | ----- | ----- | ------ |
| 1    | André Lotterer        | Porsche Penske Motorsport | 1    | 2    | 2    | 4    | 2    | 6     | 1     | 10    | 152    |
| 1    | Kévin Estre           | Porsche Penske Motorsport | 1    | 2    | 2    | 4    | 2    | 6     | 1     | 10    | 152    |
| 1    | Laurens Vanthoor      | Porsche Penske Motorsport | 1    | 2    | 2    | 4    | 2    | 6     | 1     | 10    | 152    |
| 2    | Antonio Fuoco         | Ferrari AF Corse          | 6    | 4    | 3    | 1    | 6    | 3     | 9     | 11    | 115    |
| 2    | Miguel Molina         | Ferrari AF Corse          | 6    | 4    | 3    | 1    | 6    | 3     | 9     | 11    | 115    |
| 2    | Nicklas Nielsen       | Ferrari AF Corse          | 6    | 4    | 3    | 1    | 6    | 3     | 9     | 11    | 115    |
| 3    | Kamui Kobayashi       | Toyota Gazoo Racing       | 5    | 1    | 7    | 2    | 4    | 2     | Abd.  | Abd.  | 112    |
| 3    | Nyck de Vries         | Toyota Gazoo Racing       | 5    | 1    | 7    | 2    | 4    | 2     | Abd.  | Abd.  | 112    |
| 4    | Brendon Hartley       | Toyota Gazoo Racing       | 8    | 5    | 6    | 5    | 1    | 15    | 10    | 1     | 111    |
| 4    | Ryō Hirakawa          | Toyota Gazoo Racing       | 8    | 5    | 6    | 5    | 1    | 15    | 10    | 1     | 111    |
| 4    | Sébastien Buemi       | Toyota Gazoo Racing       | 8    | 5    | 6    | 5    | 1    | 15    | 10    | 1     | 111    |
| 5    | Frédéric Makowiecki   | Porsche Penske Motorsport | 3    | 3    | Abd. | 6    | 3    | 7     | Abd.  | 2     | 105    |
| 5    | Matt Campbell         | Porsche Penske Motorsport | 3    | 3    | Abd. | 6    | 3    | 7     | Abd.  | 2     | 105    |
| 5    | Michael Christensen   | Porsche Penske Motorsport | 3    | 3    | Abd. | 6    | 3    | 7     | Abd.  | 2     | 105    |
| 6    | Mike Conway           | Toyota Gazoo Racing       | 5    | 1    | 7    |      | 4    | 2     | Abd.  | Abd.  | 78     |
| 7    | Callum Ilott          | Hertz Team Jota           | 2    | 14   | 1    | 8    | 18   | Abd.  | 5     | 13    | 70     |
| 7    | Will Stevens          | Hertz Team Jota           | 2    | 14   | 1    | 8    | 18   | Abd.  | 5     | 13    | 70     |
| 8    | Alessandro Pier Guidi | Ferrari AF Corse          | 12   | 7    | 4    | 3    | 5    | Abd.  | Abd.  | 14    | 59     |
| 8    | Antonio Giovinazzi    | Ferrari AF Corse          | 12   | 7    | 4    | 3    | 5    | Abd.  | Abd.  | 14    | 59     |
| 8    | James Calado          | Ferrari AF Corse          | 12   | 7    | 4    | 3    | 5    | Abd.  | Abd.  | 14    | 59     |
| 9    | Robert Kubica         | AF Corse                  | 4    | 8    | 8    | Abd. | 11   | 1     | 12    | 8     | 57     |
| 9    | Robert Shwartzman     | AF Corse                  | 4    | 8    | 8    | Abd. | 11   | 1     | 12    | 8     | 57     |
| 9    | Yifei Ye              | AF Corse                  | 4    | 8    | 8    | Abd. | 11   | 1     | 12    | 8     | 57     |
| 10   | Norman Nato           | Hertz Team Jota           | 2    | 14   |      | 8    | 18   | Abd.  | 5     | 13    | 45     |
| 11   | Paul-Loup Chatin      | Alpine Endurance Team     | 7    | 13   | 9    | Abd. | 12   | 5     | 7     | 4     | 45     |
| 12   | Ferdinand Habsburg    | Alpine Endurance Team     | 7    |      |      | Abd. | 12   | 5     | 7     | 4     | 43     |
| 13   | Mikkel Jensen         | Peugeot TotalEnergies     | DSQ  | 9    | 10   | 12   | 8    | 12    | 4     | 3     | 42     |
| 13   | Nico Müller           | Peugeot TotalEnergies     | DSQ  | 9    | 10   | 11   | 8    | 12    | 4     | 3     | 42     |
| 14   | Jean-Éric Vergne      | Peugeot TotalEnergies     | DSQ  | 9    |      | 12   | 8    | 12    | 4     | 3     | 41     |
| 15   | Dries Vanthoor        | BMW M Team WRT            | 14   | DSQ  | 11   | Abd. | 9    | 8     | 2     | 5     | 39     |
| 15   | Marco Wittmann        | BMW M Team WRT            | 14   | DSQ  | 11   | Abd. | 9    | 8     | 2     | 5     | 39     |
| 15   | Raffaele Marciello    | BMW M Team WRT            | 14   | DSQ  | 11   | Abd. | 9    | 8     | 2     | 5     | 39     |
| 16   | Alex Lynn             | Cadillac Racing           | DSQ  | 10   | Abd. | 7    | 13   | 4     | Abd.  | 6     | 38     |
| 16   | Earl Bamber           | Cadillac Racing           | DSQ  | 10   | Abd. | 7    | 13   | 4     | Abd.  | 6     | 38     |
| 17   | José María López      | Toyota Gazoo Racing       |      |      |      | 2    |      |       |       |       | 36     |
| 18   | Jenson Button         | Hertz Team Jota           | Abd. | 11   | Abd. | 9    | 7    | 10    | 6     | 7     | 28     |
| 18   | Oliver Rasmussen      | Hertz Team Jota           | Abd. | 11   | Abd. | 9    | 7    | 10    | 6     | 7     | 28     |
| 18   | Phil Hanson           | Hertz Team Jota           | Abd. | 11   | Abd. | 9    | 7    | 10    | 6     | 7     | 28     |
| 19   | Charles Milesi        | Alpine Endurance Team     | 7    | 13   | 9    | Abd. | 12   | 5     | 7     |       | 27     |
| 20   | Matthieu Vaxivière    | Alpine Endurance Team     | 11   | 16   | 12   | Abd. | 10   | 9     | 3     | 9     | 21     |
| 20   | Mick Schumacher       | Alpine Endurance Team     | 11   | 16   | 12   | Abd. | 10   | 9     | 3     | 9     | 21     |
| 20   | Nicolas Lapierre      | Alpine Endurance Team     | 11   | 16   | 12   | Abd. | 10   | 9     | 3     | 9     | 21     |
| 21   | Jules Gounon          | Alpine Endurance Team     |      | 13   | 9    |      |      |       |       | 4     | 18     |
| 22   | Julien Andlauer       | Proton Competition        | 9    | Abd. | 5    | 16   | 15   | 11    | 11    | 12    | 13     |
| 22   | Neel Jani             | Proton Competition        | 9    | Abd. | 5    | 16   | 15   | 11    | 11    | 12    | 13     |
| 23   | Sébastien Bourdais    | Cadillac Racing           | DSQ  |      |      | Abd. |      |       |       | 6     | 12     |
| 24   | Álex Palou            | Cadillac Racing           |      |      |      | 7    |      |       |       |       | 12     |
| 25   | René Rast             | BMW M Team WRT            | 10   | 6    | 13   | 17   | 14   | 13    | Abd.  | Abd.  | 10     |
| 25   | Robin Frijns          | BMW M Team WRT            | 10   | 6    | 13   | 17   | 14   | 13    | Abd.  | Abd.  | 10     |
| 25   | Sheldon van der Linde | BMW M Team WRT            | 10   | 6    | 13   | 17   | 14   | 13    | Abd.  | Abd.  | 10     |
| 26   | Loïc Duval            | Peugeot TotalEnergies     | 15   | 15   | 14   | 11   | 16   | Abd.  | 8     | Abd.  | 4      |
| 26   | Paul di Resta         | Peugeot TotalEnergies     | 15   | 15   | 14   | 12   | 16   | Abd.  | 8     | Abd.  | 4      |
| 26   | Stoffel Vandoorne     | Peugeot TotalEnergies     | 15   | 15   |      | 11   | 16   | Abd.  | 8     | Abd.  | 4      |
| 27   | Harry Tincknell       | Proton Competition        | 9    | Abd. |      | 16   | 15   | 11    | 11    | 12    | 3      |
| 28   | Daniil Kvyat          | Lamborghini Iron Lynx     | 13   | 12   | Abd. | 10   | 17   | 14    | Abd.  | Abd.  | 2      |
| 28   | Mirko Bortolotti      | Lamborghini Iron Lynx     | 13   | 12   | Abd. | 10   | 17   | 14    | Abd.  | Abd.  | 2      |
| 29   | Edoardo Mortara       | Lamborghini Iron Lynx     | 13   | 12   |      | 10   | 17   | 14    | Abd.  | Abd.  | 2      |
| 30   | Andrea Caldarelli     | Lamborghini Iron Lynx     |      |      | Abd. | 13   |      |       |       |       | 0      |
| 31   | Antonio Serravalle    | Isotta Fraschini          | Abd. | 17   | 15   | 14   | Abd. | Forf. | Forf. | Forf. | 0      |
| 31   | Carl Bennett          | Isotta Fraschini          | Abd. | 17   | 15   | 14   | Abd. | Forf. | Forf. | Forf. | 0      |
| 31   | Jean-Karl Vernay      | Isotta Fraschini          | Abd. | 17   | 15   | 14   | Abd. | Forf. | Forf. | Forf. | 0      |

#### Championnat du monde d'endurance des constructeurs Hypercar
| Pos. | Constructeur     | QAT  | ITA | SPA  | LMS  | SÃO  | COA   | FUJ   | BHR   | Points |
| ---- | ---------------- | ---- | --- | ---- | ---- | ---- | ----- | ----- | ----- | ------ |
| 1    | Toyota           | 3    | 1   | 4    | 2    | 1    | 1     | 8     | 1     | 190    |
| 2    | Porsche          | 1    | 2   | 1    | 3    | 2    | 5     | 1     | 2     | 188    |
| 3    | Ferrari          | 4    | 4   | 2    | 1    | 5    | 2     | 7     | 11    | 134    |
| 4    | Alpine           | 5    | 11  | 6    | Abd. | 9    | 4     | 3     | 4     | 70     |
| 5    | BMW              | 7    | 6   | 8    | 14   | 8    | 7     | 2     | 5     | 64     |
| 6    | Peugeot          | 12   | 8   | 7    | 8    | 7    | 9     | 4     | 3     | 57     |
| 7    | Cadillac         | Dsq. | 9   | Abd. | 6    | 12   | 3     | Abd.  | 6     | 42     |
| 8    | Lamborghini      | 10   | 10  | Abd. | 7    | 13   | 11    | Abd.  | Abd.  | 11     |
| 9    | Isotta Fraschini | Abd. | 14  | 12   | 14   | Abd. | Forf. | Forf. | Forf. | 0      |

### Trophée Endurance FIA

#### Trophée Endurance des pilotes LMGT3
| Pos. | Pilote                 | Écurie               | QAT  | ITA  | SPA  | LMS  | SÃO  | COA  | FUJ  | BHR  | Points |
| ---- | ---------------------- | -------------------- | ---- | ---- | ---- | ---- | ---- | ---- | ---- | ---- | ------ |
| 1    | Alex Malykhin          | Manthey PureRxcing   | 1    | 3    | 2    | 14   | 1    | 2    | 2    | 9    | 139    |
| 1    | Joel Sturm             | Manthey PureRxcing   | 1    | 3    | 2    | 14   | 1    | 2    | 2    | 9    | 139    |
| 1    | Klaus Bachler          | Manthey PureRxcing   | 1    | 3    | 2    | 14   | 1    | 2    | 2    | 9    | 139    |
| 2    | Morris Schuring        | Manthey EMA          | 15   | 16   | 1    | 1    | 12   | 3    | 14   | 5    | 105    |
| 2    | Richard Lietz          | Manthey EMA          | 15   | 16   | 1    | 1    | 12   | 3    | 14   | 5    | 105    |
| 2    | Yasser Shahin          | Manthey EMA          | 15   | 16   | 1    | 1    | 12   | 3    | 14   | 5    | 105    |
| 3    | Alessio Rovera         | Vista AF Corse       | 7    | 4    | 13   | 6    | 6    | 10   | 6    | 1    | 97     |
| 3    | François Heriau        | Vista AF Corse       | 7    | 4    | 13   | 6    | 6    | 10   | 6    | 1    | 97     |
| 3    | Simon Mann             | Vista AF Corse       | 7    | 4    | 13   | 6    | 6    | 10   | 6    | 1    | 97     |
| 4    | Augusto Farfus         | Team WRT             | 6    | 1    | Abd. | 2    | 10   | 5    | 10   | 13   | 85     |
| 4    | Darren Leung           | Team WRT             | 6    | 1    | Abd. | 2    | 10   | 5    | 10   | 13   | 85     |
| 4    | Sean Gelael            | Team WRT             | 6    | 1    | Abd. | 2    | 10   | 5    | 10   | 13   | 85     |
| 5    | Alex Riberas           | Heart of Racing Team | 2    | 5    | 11   | Abd. | 2    | 1    | 9    | 11   | 83     |
| 5    | Daniel Mancinelli      | Heart of Racing Team | 2    | 5    | 11   | Abd. | 2    | 1    | 9    | 11   | 83     |
| 5    | Ian James              | Heart of Racing Team | 2    | 5    | 11   | Abd. | 2    | 1    | 9    | 11   | 83     |
| 6    | Ahmad Al Harthy        | Team WRT             | 4    | 2    | Abd. | Abd. | 5    | Abd. | 3    | 14   | 61     |
| 6    | Maxime Martin          | Team WRT             | 4    | 2    | Abd. | Abd. | 5    | Abd. | 3    | 14   | 61     |
| 6    | Valentino Rossi        | Team WRT             | 4    | 2    | Abd. | Abd. | 5    | Abd. | 3    | 14   | 61     |
| 7    | Davide Rigon           | Vista AF Corse       | 5    | 12   | 6    | Abd. | 15   | Abd. | 1    | 7    | 57     |
| 7    | Francesco Castellacci  | Vista AF Corse       | 5    | 12   | 6    | Abd. | 15   | Abd. | 1    | 7    | 57     |
| 7    | Thomas Flohr           | Vista AF Corse       | 5    | 12   | 6    | Abd. | 15   | Abd. | 1    | 7    | 57     |
| 8    | Michelle Gatting       | Iron Dames           | 8    | Abd. | 5    | 5    | Abd. | 13   | 5    | 10   | 54     |
| 8    | Sarah Bovy             | Iron Dames           | 8    | Abd. | 5    | 5    | Abd. | 13   | 5    | 10   | 54     |
| 9    | Grégoire Saucy         | United Autosports    | 14   | 11   | 4    | Abd. | 4    | 4    | 8    | 6    | 52     |
| 9    | James Cottingham       | United Autosports    | 14   | 11   | 4    | Abd. | 4    | 4    | 8    | 6    | 52     |
| 9    | Nicolas Costa          | United Autosports    | 14   | 11   | 4    | Abd. | 4    | 4    | 8    | 6    | 52     |
| 10   | Charlie Eastwood       | TF Sport             | Abd. | 7    | Abd. | 15   | 8    | Abd. | 4    | 2    | 50     |
| 10   | Rui Andrade            | TF Sport             | Abd. | 7    | Abd. | 15   | 8    | Abd. | 4    | 2    | 50     |
| 10   | Tom van Rompuy         | TF Sport             | Abd. | 7    | Abd. | 15   | 8    | Abd. | 4    | 2    | 50     |
| 11   | Erwan Bastard          | D'station Racing     | 3    | 10   | 7    | 9    | 9    | Abd. | 7    | 12   | 50     |
| 11   | Marco Sørensen         | D'station Racing     | 3    | 10   | 7    | 9    | 9    | Abd. | 7    | 12   | 50     |
| 12   | Rahel Frey             | Iron Dames           |      |      | 5    | 5    | Abd. | 13   | 5    | 10   | 48     |
| 13   | Clément Mateu          | D'station Racing     | 3    | 10   | 7    |      | 9    | Abd. | 7    | 12   | 38     |
| 14   | Daniel Juncadella      | TF Sport             | 10   | 8    | 12   | 11   | Abd. | 8    | Abd. | 3    | 37     |
| 14   | Hiroshi Koizumi        | TF Sport             | 10   | 8    | 12   | 11   | Abd. | 8    | Abd. | 3    | 37     |
| 14   | Sébastien Baud         | TF Sport             | 10   | 8    | 12   | 11   | Abd. | 8    | Abd. | 3    | 37     |
| 15   | Dennis Olsen           | Proton Competition   | 9    | Abd. | 8    | 3    | 13   | Abd. | 16   | Abd. | 37     |
| 16   | Mikkel O. Pedersen     | Proton Competition   | 9    | Abd. | 8    | 3    | 13   | Abd. | 16   |      | 37     |
| 17   | Giorgio Roda           | Proton Competition   | 9    | Abd. | 8    | 3    |      |      |      | Abd. | 37     |
| 18   | Marino Sato            | United Autosports    | 13   | 6    | Abd. | Abd. | 3    | 7    | 17   | 8    | 36     |
| 18   | Nico Pino              | United Autosports    | 13   | 6    | Abd. | Abd. | 3    | 7    | 17   | 8    | 36     |
| 19   | Josh Caygill           | United Autosports    | 13   | 6    | Abd. |      | 3    | 7    | 17   | 8    | 36     |
| 20   | Claudio Schiavoni      | Iron Lynx            | 12   | 13   | 3    | 16   | 14   | 12   | 13   | 4    | 33     |
| 20   | Matteo Cressoni        | Iron Lynx            | 12   | 13   | 3    | 16   | 14   | 12   | 13   | 4    | 33     |
| 21   | Arnold Robin           | Akkodis ASP Team     | Abd. | 14   | 10   | 7    |      | 9    | 11   | Abd. | 19     |
| 22   | Matteo Cairoli         | Iron Lynx            |      |      |      |      |      |      |      | 4    | 18     |
| 23   | Ben Barker             | Proton Competition   | 11   | 9    | 9    | 17   | 7    | 6    | 15   | Abd. | 18     |
| 23   | Ryan Hardwick          | Proton Competition   | 11   | 9    | 9    | 17   | 7    | 6    | 15   | Abd. | 18     |
| 23   | Zacharie Robichon      | Proton Competition   | 11   | 9    | 9    | 17   | 7    | 6    | 15   | Abd. | 18     |
| 24   | Kelvin van der Linde   | Akkodis ASP Team     | Abd. | 14   |      | 7    |      | 9    | 11   | Abd. | 18     |
| 25   | Timur Boguslavskiy     | Akkodis ASP Team     | Abd. | 14   |      | 7    |      |      |      |      | 16     |
| 26   | Franck Perera          | Iron Lynx            | 12   | 13   | 3    | 16   | 14   | 12   | 13   |      | 15     |
| 27   | Satoshi Hoshino        | D'Station Racing     |      |      |      | 9    |      |      |      |      | 12     |
| 28   | Esteban Masson         | Akkodis ASP Team     | 16   | 15   | 14   | 10   | 11   | 11   | 12   | Abd. | 8      |
| 28   | Takeshi Kimura         | Akkodis ASP Team     | 16   | 15   | 14   | 10   | 11   | 11   | 12   | Abd. | 8      |
| 29   | Jack Hawsworth         | Akkodis ASP Team     |      |      |      | 10   |      |      |      |      | 8      |
| 30   | Doriane Pin            | Iron Dames           | 8    | Abd. |      |      |      |      |      |      | 6      |
| 31   | Clemens Schmid         | Akkodis ASP Team     |      |      | 10   |      |      | 9    | 11   |      | 3      |
| 32   | Ritomo Miyata          | Akkodis ASP Team     |      |      | 10   |      |      |      |      |      | 1      |
| 33   | José María López       | Akkodis ASP Team     | 16   | 15   | 14   |      | 11   | 11   | 12   | Abd. | 0      |
| 34   | Christian Reid         | Proton Competition   |      |      |      |      | 13   |      | 16   |      | 0      |
| 35   | Hiroshi Hamaguchi (en) | United Autosports    |      |      |      | Abd. |      |      |      |      | 0      |
| 35   | Ben Keating            | Proton Competition   |      |      |      |      |      | Abd. |      |      | 0      |
| 35   | Giammarco Levorato     | Proton Competition   |      |      |      |      |      |      |      | Abd. | 0      |
| 35   | Conrad Laursen         | Akkodis ASP Team     |      |      |      |      |      |      |      | Abd. | 0      |

#### Coupe du Monde des écuries Hypercar
| Pos. | Voiture | Équipes            | QAT  | ITA  | SPA  | LMS  | SÃO | COA  | FUJ | BHR | Points |
| ---- | ------- | ------------------ | ---- | ---- | ---- | ---- | --- | ---- | --- | --- | ------ |
| 1    | 12      | Hertz Team Jota    | 1    | 3    | 1    | 1    | 4   | Abd. | 1   | 4   | 183    |
| 2    | 38      | Hertz Team Jota    | N.c. | 2    | Abd. | 2    | 1   | 2    | 2   | 1   | 153    |
| 3    | 83      | AF Corse           | 2    | 1    | 3    | Abd. | 2   | 1    | 4   | 2   | 149    |
| 4    | 99      | Proton Competition | 3    | N.c. | 2    | 3    | 3   | 3    | 3   | 3   | 139    |

#### Trophée Endurance pour les écuries LMGT3
| Pos. | Voiture | Équipes              | QAT  | ITA  | SPA  | LMS  | SÃO   | COA  | FUJ  | BHR  | Points |
| ---- | ------- | -------------------- | ---- | ---- | ---- | ---- | ----- | ---- | ---- | ---- | ------ |
| 1    | 92      | Manthey PureRxcing   | 1    | 3    | 2    | 14   | 1     | 2    | 2    | 9    | 139    |
| 2    | 91      | Manthey EMA          | 15   | 16   | 1    | 1    | 12    | 3    | 14   | 5    | 105    |
| 3    | 55      | Vista AF Corse       | 7    | 4    | 13   | 6    | 6     | 10   | 6    | 1    | 97     |
| 4    | 31      | Team WRT             | 6    | 1    | Abd. | 2    | 10    | 5    | 10   | 13   | 85     |
| 5    | 27      | Heart of Racing Team | 2    | 5    | 11   | Abd. | 2     | 1    | 9    | 11   | 83     |
| 6    | 46      | Team WRT             | 4    | 2    | Abd. | Abd. | 5     | Abd. | 3    | 14   | 61     |
| 7    | 54      | Vista AF Corse       | 5    | 12   | 6    | Abd. | 15    | Abd. | 1    | 7    | 57     |
| 8    | 85      | Iron Dames           | 8    | N.c. | 4    | 5    | Abd.  | 13   | 5    | 10   | 54     |
| 9    | 59      | United Autosports    | 14   | 11   | 4    | Abd. | 4     | 4    | 8    | 6    | 52     |
| 10   | 81      | TF Sport             | Abd. | 7    | Abd. | 15   | 8     | Abd. | 4    | 2    | 50     |
| 11   | 777     | D'station Racing     | 3    | 10   | 7    | 9    | 9     | Abd. | 7    | 12   | 50     |
| 12   | 82      | TF Sport             | 10   | 8    | 12   | 11   | Abd.  | 8    | Abd. | 3    | 37     |
| 13   | 88      | Proton Competition   | 9    | Abd. | 8    | 3    | 13    | Abd. | 16   | Abd. | 37     |
| 14   | 95      | United Autosports    | 13   | 6    | Abd. | Abd. | 3     | 7    | 17   | 8    | 36     |
| 15   | 60      | Iron Lynx            | 12   | 13   | 3    | 16   | 14    | 12   | 13   | 4    | 33     |
| 16   | 78      | Akkodis ASP Team     | Abd. | 14   | 10   | 7    | Forf. | 9    | 11   | Abd. | 19     |
| 17   | 77      | Proton Competition   | 11   | 9    | 9    | 17   | 7     | 6    | 15   | Abd. | 18     |
| 18   | 87      | Akkodis ASP Team     | 16   | 15   | 14   | 10   | 11    | 11   | 12   | Abd. | 8      |